# Bernard Marie Fansaka Biniama
Bernard Marie Fansaka Biniama (* 29. Juni 1959 in Misay, Provinz Bandundu) ist ein kongolesischer römisch-katholischer Geistlicher und Bischof von Popokabaka.

## Leben
Bernard Marie Fansaka Biniama besuchte das Kleine Seminar St. Charles Lwanga in Katende. Von 1980 bis 1983 studierte er Philosophie am interdiözesanen Priesterseminar St. Augustin in Kalonda und von 1983 bis 1987 Katholische Theologie am interdiözesanen Priesterseminar St. Cyprien in Kikwit. Fansaka Biniama empfing am 21. Februar 1988 das Sakrament der Priesterweihe für das Bistum Kenge.
Bis 1991 unterrichtete Bernard Marie Fansaka Biniama am Kleinen Seminar St. Charles Lwanga in Katende, bevor er an den Facultés Catholiques de Kinshasa seine Studien fortsetzte. 1994 erwarb Fansaka Biniama ein Lizenziat im Fach Biblische Theologie. Anschließend lehrte er am interdiözesanen Priesterseminar St. Cyprien in Kikwit. 2001 wurde Bernard Marie Fansaka Biniama an der Université Catholique d’Afrique Centrale in Yaoundé im Fach Biblische Theologie promoviert. Von 2003 bis 2016 war Bernard Marie Fansaka Biniama als Pfarrer der Pfarrei Notre Dame du Rosaire in Bandundu tätig. Daneben gründete er 2003 das Centre des Etudes Ethnologiques et Sociologiques de Bandundu (CEESBA), dessen Direktor er wurde. Zudem war er ab 2006 Moderator des Diözesanklerus und ab 2008 Sekretär der Kommission für Politik und Soziales der Versammlung der Bischöfe der Kirchenprovinz Kinshasa. 2018 wurde Bernard Marie Fansaka Biniama Ausbilder am interdiözesanen Priesterseminar St. Augustin in Kalonda.
Am 29. Juni 2020 ernannte ihn Papst Franziskus zum Bischof von Popokabaka. Der Erzbischof von Kinshasa, Fridolin Kardinal Ambongo Besungu OFMCap, spendete ihm am 23. August desselben Jahres vor der Kathedrale Sainte-Famille in Popokabaka die Bischofsweihe; Mitkonsekratoren waren der emeritierte Erzbischof von Kinshasa, Laurent Kardinal Monsengwo Pasinya, und der Bischof von Kenge, Jean-Pierre Kwambamba Masi.